# Рейтинг качества преподавания
Рейтинг качества преподавания (англ. Teaching Excellence and Student Outcomes Framework или TEF) - это государственная оценка качества преподавания в университетах и других высших учебных заведениях Англии. Используется с 2018 года для того, чтобы определить разрешено ли финансируемым государством учебным заведениям повышать плату за обучение. Поставщикам услуг высшего образования из других стран Соединенного Королевства разрешается участвовать в рейтинге, но он не влияет на их финансирование.

## Категории рейтинга
Согласно системе TEF, университеты оцениваются как золотые, серебряные или бронзовые в порядке убывания качества преподавания.
| Категория         | Комментарий |
| ----------------- | --- |
| Золотой           | Опыт и результаты обучения студентов, как правило, выдающиеся.                                                       |
| Серебряный        | Опыт и результаты обучения студентов, как правило, очень высокого уровня, и есть несколько выдающихся характеристик. |
| Бронзовый         | Опыт и результаты обучения студентов, как правило, высокого уровня, и есть несколько высококлассных характеристик.   |
| Требует улучшений | Заведение было оценено в рамках TEF, но рейтинг не был присвоен. Для получения рейтинга TEF необходимы улучшения.    |

## Критерии оценивания
Оценка TEF построена таким образом, чтобы оценить уровень качества преподавания в двух аспектах: студенческий опыт и студенческие результаты.
- Студенческий опыт - фокусируется на том, насколько преподавание, обучение, оценивание и образовательная среда обеспечивают учебный опыт для студентов.
- Студенческие результаты - фокусируется на степени успешности студентов учебного заведения в процессе и после завершения обучения, а также на образовательных достижениях студентов[2].